# 50th Birthday Celebration Volume One

50th Birthday Celebration Volume One est un album enregistré en public au club Tonic de New York par le Masada String Trio, sorti en 2004 sur le label Tzadik. Les compositions sont de John Zorn, et c'est lui qui dirige le trio sur la scène. Cet album fait partie de la série 50th Birthday Celebration enregistrée au Tonic en septembre 2003 à l'occasion des 50 ans de John Zorn.

## Titres
| 1.    | Tahah     | 7:53 |
| 2.    | Abidan    | 5:25 |
| 3.    | Lachish   | 3:30 |
| 4.    | Sippur    | 3:27 |
| 5.    | Malkut    | 5:03 |
| 6.    | Meholalot | 6:30 |
| 7.    | Kedushah  | 8:32 |
| 8.    | Ner Tamid | 3:37 |
| 9.    | Karet     | 4:13 |
| 10.   | Moshav    | 8:08 |
| 11.   | Khebar    | 6:50 |
| 63:08 |           |      |

## Personnel
- Greg Cohen - basse
- Mark Feldman - violon
- Erik Friedlander - violoncelle